# Charitodoronidae
Charitodoronidae zijn een familie van weekdieren uit de klasse van de Gastropoda (slakken).

## Geslacht
Charitodoron Tomlin, 1932